# مارک ریجرز
مارک ریجرز (انگلیسی: Mark Ridgers؛ زادهٔ ۹ اوت ۱۹۹۰) بازیکن فوتبال اهل اسکاتلند است.
از باشگاه‌هایی که در آن بازی کرده‌است می‌توان به باشگاه فوتبال کیلمارنوک، باشگاه فوتبال سنت میرن، و باشگاه فوتبال هارت آف میدلوتیان اشاره کرد.
وی همچنین در تیم‌های ملی فوتبال زیر ۱۹ سال اسکاتلند و زیر ۲۱ سال اسکاتلند بازی کرده‌است.